# 더 바이퍼스
더 바이퍼스는 대한민국의 음악 그룹이다. 2017년 노래 '더 바이퍼스 - 도미노'로 데뷔했다.

## 방송
- 슈퍼밴드 (2019)

## 공연
- 아이프리즘유 vol. 11 (2020)
- 바투 첫 단독공연 (2020)
- 페스티벌 나다 2020 (2020)
- MLF 미니멀라이프페스티벌 (더 바이퍼스＋쏜애플) (2020)